# هايدلبرغ
هايدلبرغ أو هيدلبرغ (بالألمانية: Heidelberg)، هي خامس أكبر المدن في ولاية بادن-فورتمبيرغ الألمانية، ويبلغ عدد سكانها نحو 163,000 نسمة، يُشكّل الطلاب نحو ربعهم، مما يجعلها المدينة رقم 51 من حيث عدد السكان في ألمانيا. تقع المدينة على بُعد حوالي 78 كيلومترًا جنوب فرانكفورت، وهي جزء من منطقة راين-نيكار الحضرية الكثيفة السكان، والتي تتمركز في مدينة مانهايم.
تقع هايدلبرغ على نهر نيكار، في النقطة التي يخرج فيها من وادٍ ضيق بين غابة أودن وغابة أودن الصغيرة، ويدخل إلى سهل الراين الأعلى الواسع. تقع المدينة القديمة في هذا الوادي، حيث يحدّها جبل كونيغشتول من الجنوب وجبل هايلجنبرغ من الشمال. أما غالبية السكان، فيعيشون في الأحياء الغربية للجبال داخل سهل الراين، وهي مناطق توسعت إليها المدينة تدريجيًا.
تشتهر المدينة بكونها موطن جامعة هايدلبرغ، التي تأسست عام 1386، وتُعد أقدم جامعة في ألمانيا وواحدة من أعرق الجامعات في أوروبا. وتُعد هايدلبرغ مركزًا علميًا بارزًا في ألمانيا، إذ تحتضن عدة مؤسسات أبحاث مرموقة عالميًا بجوار الجامعة، مثل مختبر البيولوجيا الجزيئية الأوروبي، وأربعة معاهد ماكس بلانك.
فضلًا عن ذلك، كانت هايدلبرغ عبر القرون مركزًا للفنون، لا سيما الأدب، وقد حصلت على لقب "مدينة الأدب" من شبكة المدن الإبداعية التابعة لليونسكو.
كما كانت المدينة مقرًا لحكومة ناخبي بالاتينات (الانتخابية البالاتينية)، وهي اليوم من الوجهات السياحية الشهيرة في ألمانيا، بفضل طابعها الرومانسي، الذي يتجلى في معالم مثل قلعة هايدلبرغ، وممشى الفلاسفة، والمدينة القديمة ذات الطابع الباروكي.

## جامعة هايدلبرغ

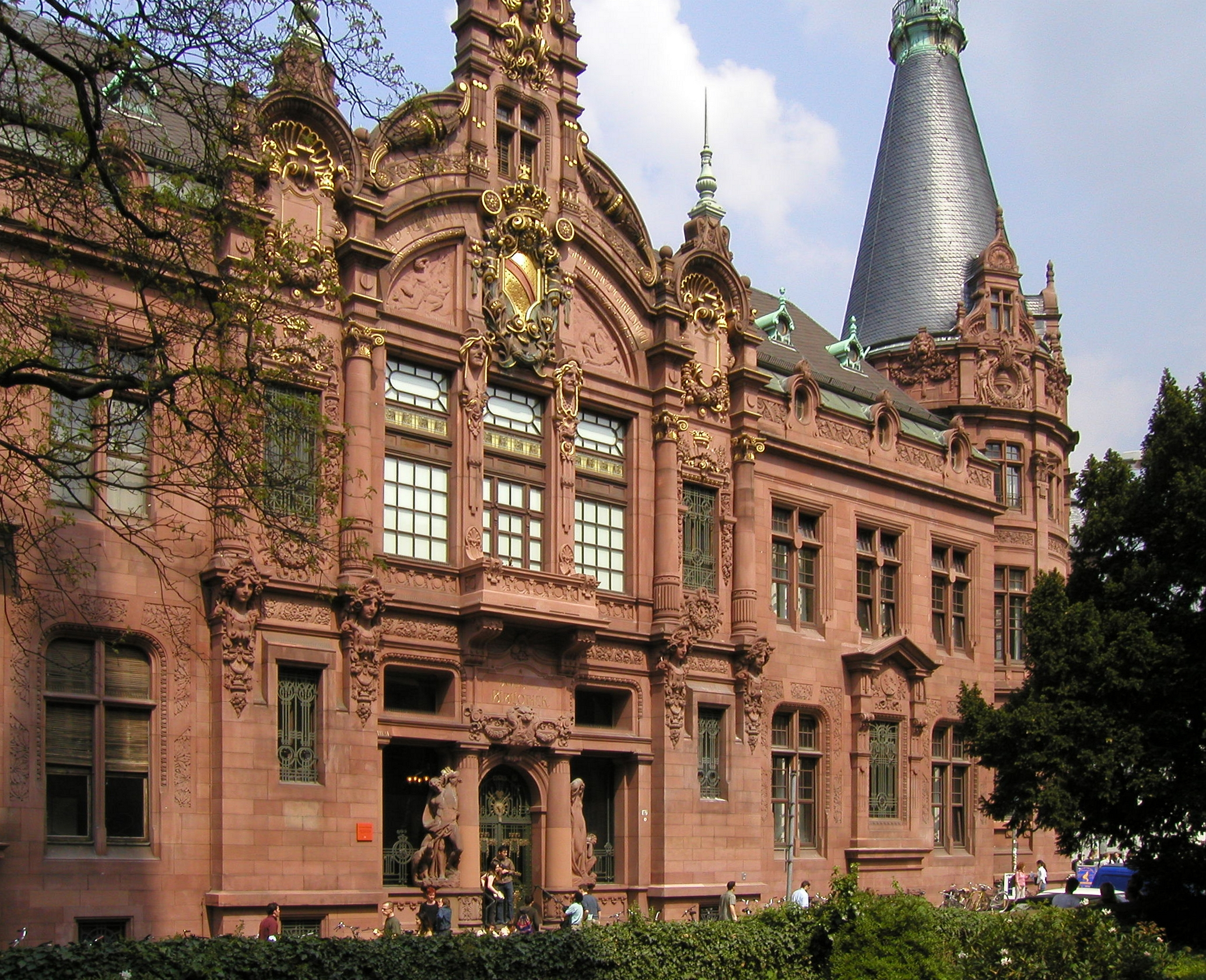
مبنى مكتبة جامعة هايدلبرغ

جامعة هايدلبرغ وتعرف أيضاً باسم جامعة روبريخت كارل (Ruprecht Karl Universität). أنشئت في العام 1386 م، وتُعتبر أقدم جامعة في ألمانيا ورابع أقدم جامعة في «الإمبراطورية الرومانية المقدسة». وهِي واحدة من جامعات الامتياز في ألمانيا، وعضو مؤسس في جامعات الأبحاث الأوربية، ومجموعة قلمرية، ورابطة الجامعات الأوروبية.
تتألف الجامعة حالياً من 12 كلية، والتي بدورها مؤلفة من عدة أقسام ومعاهد. وتالياً لبرنامج بولونيا، فهي تقدم حالياً درجات الباكالوريوس، الماجستير والدكتوراه في أغلب الاختصاصات وذلك تماشياً مع المعايير الأوروبية الجديدة.
قدمت الجامعة فروعاً جديدة في علوم مختلفة كالطب النفسي الحديث، علم الأدوية النفسية، وفي مورثات علم النفس، وفيزياء الطبيعة، وعلم الاجتماع الحديث. اقترن اسم الجامعة بثلاثين حامل لجائزة نوبل في مختلف العلوم من خريجيها، ولهذا تستمر الجامعة في دعم طريق البحث العلمي. نالت الجامعة المرتبة الـ51 عالمياً في العام 2010 وذلك وفقاً لنظام QS لتصنيف الجامعات.
كُلّيّات وَتخصُّصات الجامِعة:
- كلية الحقوق (Faculty of Law).
- كلية الطب (Faculty of Medicine).
- كلية علوم اللاهوت (Faculty of Theology).
- كلية العلوم الحيوية (Faculty of Biosciences).
- كلية اللغات الحديثة (Faculty of Modern Languages).
- كلية الفلسفة والتاريخ (Faculty of Philosophy and History).
- كلية الطب في مانهايم (Faculty of Medicine in Mannheim).
- كلية الفيزياء وعلوم الفضاء (Faculty of Physics and Astronomy).
- كلية الكيمياء وعلوم الأرض (Faculty of Chemistry and Earth Sciences).
- كلية الاقتصاد والعلوم الاجتماعية (Faculty of Economics and Social Sciences).
- كلية الرياضيات وعلوم الكمبيوتر (Faculty of Mathematics and Computer Sciences).
- كلية العلوم الثقافية التجريبية والعلوم السلوكية (Faculty of Behavioural Sciences and Empirical Cultural Sciences).

## الاقتصاد
تُعتبر مدينة هايدلبرغ مدينة السياحة والثقافة بالدرجة الأولى، على أنها تملك نشاطات اقتصادية أخرى، كمصانع الأسمنت، المنسوجات. يوجد بها العديد من معاهد الأبحاث العلمية، على غرار معهد الطب الاستوائي (أو طب المناطق الاستوائية).

## المعالم والمشاهدات

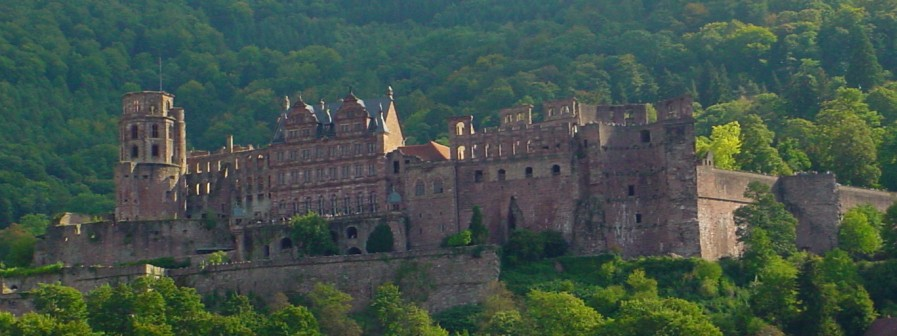
قصر هايدلبرغ

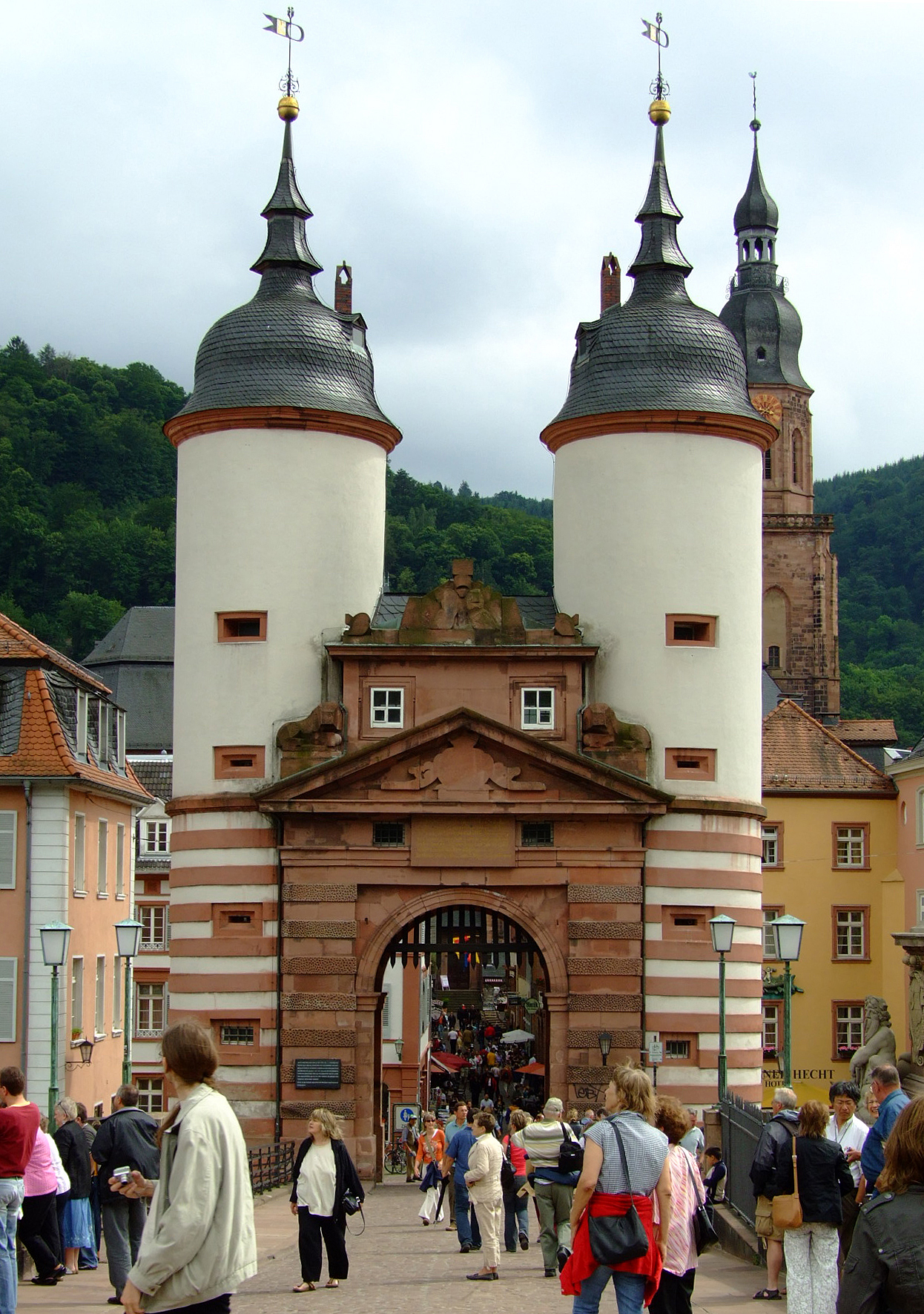
بوابة الجسر القديم في هايدلبرغ

قصر هايدلبرغ هو أهم معلم في المدينة وموقعه مشرف عليها، شيد على ضفاف نهر نيكار. لا زالت بعض الأجزاء القديمة منه والتي تعود إلى قرون خلت شاهدة على أساليب العمران أثناء القرون الوسطى وعصر النهضة. يرجع تاريخ بناء القصر إلى القرن الثامن للميلاد (شارلماني)، وتعود عواميد الغرانيت الأربعة والمنتصبة في باحة القصر إلى هذه الفترة الأولى. يحتضن جناح «أوتو هاينريش» متحفا للصيدلة. في أحد الأقبية العديدة المتواجدة في الطوابق التحت أرضية، يوجد برميل هايدلبرغ الشهير (Großes Fass)، ويعتبر رمزاً لصناعة الخمور في المدينة.
من بين المباني الدينية في المدينة: كنسية الروح القدس (القرن الخامس عشر الميلادي)، كنسية القديس بطرس (القرن الـ15 م)، والتي قام فيها اللاهوتي البوهيمي ييروم من براغ (Jerome of Prague أو Jeroným Pražský) بإعلان آرائه وعقيدته في البابوية، قبل أن تتم محاكمته ويحرق حياً. الجسر القديم والذي لا يزال قائماً إلى يوما هذا، كان في السابق الممر الرئيسي المؤدي إلى المدينة القديمة. تشتهر هايدلبرغ بجامعتها، أقدم وأعرق جامعات ألمانيا، يعود تاريخ تأسيسها إلى سنة 1386 م، تم فيها نشر كتاب «مسائلات هايدبرغ»، (1563 م)، وهو وثيقة تاريخية صنفت على شكل أسئلة وأجوبتها، يرجع إلى فترة جرت فيها محاولات لردم الهوة بين أتباع المذهبين الكالفيني (نسبة إلى كالفن) واللوثري (إلى مارتن لوثر).

## التاريخ
ورد اسم المدينة لأول مرة في بعض المخطوطات التي ترجع للقرن الـ12 للميلاد. ظلت وحتى سنة 1720 م حاضرة منطقة بالاتينات (Palatinat). بعد الإصلاحات (1646 م) أصبحت من مراكز المذهب البروتستانتي في ألمانيا. اجتاحتها القوات الفرنسية أثناء حرب الثلاثين عام (1618-1648 م) فتضررت كثيراً، ثم أعاد الفرنسيون الكرة سنتي 1689 م ثم 1693 م. بعد نهاية الحرب العالمية الثانية أصبحت المدينة مركزاً للقوات الأمريكية في أوروبا.

## فنادق المدينة
تشتهر المدينة بالعديد من الفنادق الرائعة ومن أجمل الفنادق والوحيد ذو الخمسة نجوم هو فندق البلاط الأوروبي فندق أوروبا هايدلبرغ و يتواجد بالفندق العديد من المزايا والخدمات المجانية ويقع بالقرب من العديد من المراكز الطبية والمعالم السياحية.

## مواقع خارجية
- مدينة هايدلبرغ (دويتشه ڤيله القسم العربي).

## اقرأ أيضا
- مرصد هايدلبرج